# Gochu asturcelta
El gochu asturcelta o cerdo asturcelta es una raza de cerdo autóctona de Asturias (España).
Este animal estuvo muy unido a la vida rural asturiana, pero debido a las introducciones de otras razas más beneficiosas comercialmente el número de ejemplares descendió hasta llegar al punto de casi su extinción. 

## Historia
En 2002 se creó formalmente la Asociación de Criadores de Gochu Asturcelta aunque dos décadas antes se comenzó a buscar y recopilar los últimos ejemplares que se encontraban en los concejos de Allande, Illano, Cangas de Narcea y Belmonte de Miranda. 
En 1998 se inició la fase de recuperación con tres cerdas y un verraco. En 2004 el número de criadores ascendió a cinco verracos y nueve cerdas reproductoras. En 2005, se crea en las instalaciones del SERIDA, el núcleo de multiplicación del gochu asturcelta con una población de seis cerdas y dos verracos.
El Ministerio de Agricultura, Pesca y Alimentación, por ORDEN APA/53/2007, de 17 de enero, por la que se modifica el Catálogo Oficial de Razas de Ganado de España, contenido en el anexo del Real Decreto 1682/1997, de 7 de noviembre, por el que se actualiza el Catálogo Oficial de Razas De Ganado de España, se incorpora la raza de «gochu asturcelta», a propuesta del Gobierno del Principado de Asturias y tras los ímprobos esfuerzos del SERIDA en su estudio y caracterización genética. 
Se trata pues de un tipo de cerdo perteneciente al tronco céltico, emparentado con otras razas de este mismo tronco como son Craonesa, la normanda, la bretona, la alsalciana, etc. (de Francia), la flamenca, hesbignon y la ardanesa (Bélgica), el jutland y el seeland (Dinamarca) o la polonesa (Rusia).

## Morfología
- Alzada: Alcanza los 80 cm.
- Longitud: De la nuca al nacimiento del rabo llega al metro y medio.
- Cabeza: Grande, ancha y alargada, perfil subcóncavo.
- Ojos: Pequeños.
- Orejas: Largas, caídas y dirigidas hacia delante.
- Hocico: Apretado y cóncavo, con la jeta ancha.
- Cuello: Estrecho y largo.
- Tronco: Línea dorso-lumbar algo arqueada y estrecha; anca caída y costillar aplanado. Vientre recogido.
- Mamas: Bien formadas. Con 5 pares como mínimo.
- Testículos: Bien formados en longitud y tamaño.
- Extremidades: Largas y huesudas. Pesuños duros.
- Peso: Entre 130 y 200 kg.
- Rabo: Muy largo sin enroscar, con cerdas en el extremo.
- Color: Blanco, negro o con manchas.